# Grenadilfa
A grenadilfa vagy grenadill, grenadilla (szuahéli nyelven mpingo) a Dalbergia melanoxylon nevű afrikai fafaj, a belőle nyert nagyon kemény faanyag neve. Gyakran fekete gesztje miatt tévesen afrikai ébennek is nevezik, de nem az ébenfákkal, hanem a paliszanderekkel áll közeli rokonságban.

## A növény
Kelet-Afrikában, elsősorban Mozambik és Tanzánia, kisebb mértékben Angola és Uganda területén fordul elő. Sztyeppés, félsivatagos területeken, szavannákon, lombhullató erdőkben található, lassú növekedésű 6-15 méteres fa, vagy többszörös törzsű bokorszerű növény. A száraz évszakban lombhullató. Fehér, illatos virága van, 3-7 cm hosszú hüvelyes termése egy-két magot tartalmaz. Azon ritka növények egyike, amelyek az erdőtüzet képesek túlélni.

## A faanyag
A legértékesebb, legdrágább faanyagok egyike. Vékony, sárgás szíjácsa alatt a bíbor-barnától a mélyfeketéig terjedő színű, nagyon finom textúrájú, olajos fényű geszt található. Felületén edényeket, bélsugarakat csak nagyítóval lehet látni. Rönkjei szabálytalan alakúak, görbék, nem hengeresek, átmérőjük ritkán haladja meg a 30 cm-t. Az ébenfákhoz hasonlóan nagyon kemény, nagyon nehéz fa, de azoknál sokkal kedvezőbb mechanikai tulajdonságokkal rendelkezik.

## Felhasználása
SzárításNagy óvatosságot kíván, repedezésre hajlamos. Természetes szárítása kis méretei ellenére is legalább 2-3 évig tart. Száradás közbeni térfogati zsugorodása 7,6%. Felhasználás közbeni stabilitása kiváló.
MegmunkálásA vágóéleket erősen tompítja, keményfém szerszámokat igényel. A szabályos rostszerkezetű darabok gőzölve hajlíthatók.
RögzítésJól ragasztható.
FelületkezelésKiválóan csiszolható, polírozható. Lakkozni fölösleges.
TartósságNagyon tartós, gombáknak, rovaroknak jól ellenálló, időjárásálló anyag.
Luxuscélokra, esztergályozásra, Afrikában faragásra, intarziára használják. A jó minőségű fúvós hangszerek nagyra becsült anyaga, nemcsak kiváló akusztikai tulajdonságai miatt, hanem azért is, mert természetes olajtartalmánál fogva jól ellenáll a nedvesség és a hőmérséklet változásainak, ami a fafúvós hangszereknél gyakran okoz deformációt, repedést. Mivel még száraz állapotban is a víznél nagyobb fajsúlyú, régen gyakran használták kereskedelmi hajókban ballasztként. A tengerfenékről, hajóroncsokból kitermelt faanyagot állítólag különleges minőségű fúvós hangszerek készítésére lehet használni.

## Félreértések az elnevezése körül
- A cocobolo (Dalbergia retusa) faanyagát granadillónak nevezik, sőt gyakran grenadill, grenadilfaként említik.
- A cocus-fa („kókuszfa”) (Brya ebenus) anyagát szintén szokták ugyanezekkel a nevekkel illetni, ráadásul a kókuszfa elnevezés is félreérthető, semmi köze a kókuszpálmához (Cocos nucifera).

E zavarosságok kialakulásában szerepet játszhatott az elnevezések félrehallása (coco – cocobolo) és a faanyagok, azok felhasználási körének viszonylagos hasonlósága is.

## Külső hivatkozások
- Tények a Dalbergia melanoxylonról (angolul)